# نيكولاس روجرز (عداء مسافات طويلة)
نيكولاس روجرز (بالإنجليزية: Nick Rogers)‏ هو عداء مسافات طويلة أمريكي، ولد في 2 مايو 1975 في سياتل في الولايات المتحدة.

## وصلات خارجية
- نيكولاس روجرز على موقع الاتحاد الدولي لألعاب القوى (الإنجليزية)
- نيكولاس روجرز على موقع رابطة إحصائيات سباق الطريق (الإنجليزية)
- نيكولاس روجرز على موقع أوليمبيديا (الإنجليزية)